# Горза, Алеш
Алеш Горза (словен. Aleš Gorza, род. 20 июля 1980, Чрна-на-Корошкем) — словенский горнолыжник, участник двух Олимпийских игр, призёр этапов Кубка мира. Универсал, с одинаковым успехом выступает во всех дисциплинах, кроме скоростного спуска.
В Кубке мира Горза дебютировал в 2001 году, в феврале 2008 года впервые попал в тройку лучших на этапе Кубка мира. Всего на сегодняшний день имеет 2 попадания в тройку лучших на этапах Кубка мира, оба в супергиганте. Лучшим достижением в общем зачёте Кубка мира является для Горзы 31-е место в сезоне 2007-08.
На Олимпиаде-2006 в Турине, стартовал в четырёх дисциплинах: комбинация - 15-е место, супергигант - 33-е место, в гигантском слаломе и слаломе не финишировал.
На Олимпиаде-2010 в Ванкувере, стал 11-м в супергиганте и 10-м в гигантском слаломе.
За свою карьеру участвовал в четырёх чемпионатах мира, лучший результат 4-е место в гигантском слаломе на чемпионате мира - 2003.
Использует лыжи производства фирмы Elan.